# Mark Starowicz
Mark Starowicz est un producteur de télévision canadien, né le 8 septembre 1946  à Worksop (Royaume-Uni).

## Biographie
Sa famille immigre au Canada en 1954 et il vit à Montréal. Il reçoit son baccalauréat à l'Université McGill en 1968 et il devient journaliste pour le Montreal Gazette. Il travaille ensuite pour le McGill Daily en 1968 et le Toronto Star en 1969.
Pendant les années 1970, il est producteur à la radio de CBC. Pendant les années 1980, il est le producteur exécutif du journal télévisé de CBC intitulé The Journal. 
Depuis 1992, il est un producteur documentaire pour Radio-Canada. Il a notamment produit Le Canada: Une histoire populaire en 2000. En 2004, il est décoré membre de l'Ordre du Canada.

## Filmographie
- 1994 : The Tribal Mind
- 1994 : The Gods of Our Fathers
- 1994 : Escaping from History
- 1994 : The Bomb Under the World
- 1995 : War at Sea: U-boats in the St. Lawrence
- 1995 : War at Sea: The Black Pit
- 1996 : A Web of War
- 1998 : Turning Away
- 2000 : Le Canada : Une histoire populaire (feuilleton TV)